# Толкачи (снабженцы)
«Толкачи» появились в Советском Союзе как работники предприятий, роль которых заключалась в использовании неформальных связей, которые позволяют руководителям производства достигать целевых показателей, установленных плановой экономикой — или манипулировать ими.
Институт толкачей развивался в контексте различных пятилетних планов, помогая их выполнять, но нарушая при этом их основные принципы: то есть, поскольку успех определялся достижением целевых показателей, использование убеждения для снижения целевых показателей было средством достижения успеха.
Толкачи использовали практики «блата» (неформальных связей для получения услуг). К 1937 году толкачи заняли ключевую позицию посредника между предприятиями и наркоматами.

## В культуре
- Лоббист применительно к советской действительности обозначался словом «толкач». Словарь С. И. Ожегова и Н. Ю. Шведовой 1988 года издания фиксирует, что толкач (в переносном значении) «тот, кто должен (кто может, кому поручено) подтолкнуть, ускорить нужное в данный момент дело»[5]. В поздний советский период уже существовал многочисленный слой «толкачей-снабженцев», «толкачей-распределителей» и «толкачей-доставал», которые добивались, в частности, максимальных материально-финансовых ресурсов и минимальных плановых заданий[6].
- В романе «Водители», за который его автор А. Рыбаков в 1951 году удостоен Сталинской премии в области искусства и литературы II степени, с первой же страницы начинается описание общения начальника автобазы Михаила Григорьевича Полякова с «толкачом» Вертилиным.
- В художественном фильме «Магистраль» есть сцена, в которой «толкач» (в исполнении Людмилы Гурченко) пытается воздействовать на зам. начальника ЖД дороги, даря ему подарки, а после отказа устраивая эмоциональную сцену.